# Alexander Winton

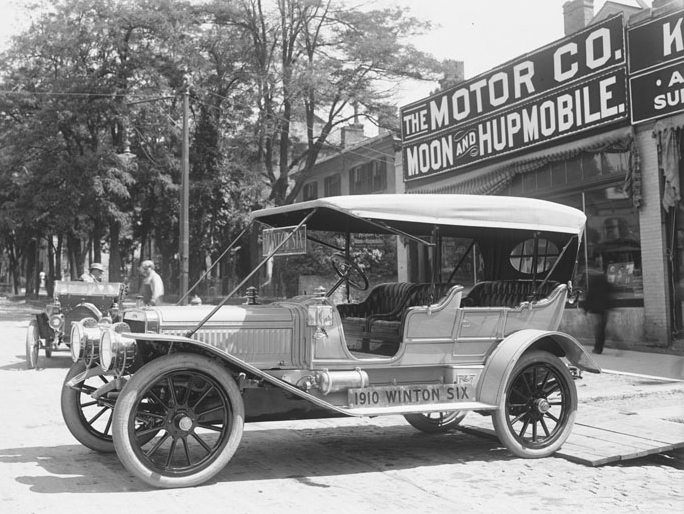
Ein Winton Six

Alexander Winton (* 20. Juni 1860 in Grangemouth, Schottland; † 21. Juni 1932 in Cleveland) war ein US-amerikanischer Rennfahrer, Unternehmer und Pionier des Autobaus.

## Werdegang als Unternehmer
Alexander Winton war eines von 13 Kindern eines Schmieds in Schottland, wo er eine Ausbildung auf einer Werft machte. 1878 wanderte er in die Vereinigten Staaten aus. Er ließ sich in Cleveland nieder und gründete 1891 die Winton Bicycle Company zur Herstellung von Fahrrädern. Das Unternehmen musste 1893 schließen, als der Fahrradboom auch in den USA einbrach.
1896 baute Winton sein erstes motorisiertes Fahrzeug und begann mit dem zweiten. Am 1. März 1897 gründete er sein Unternehmen Winton Motor Carriage Company. Mit dem zweiten Prototyp, einem Motor-Buggy mit 10 PS-Zweizylindermotor, erreichte Winton auf der Glenville Pferderennbahn in Glenville (Ohio) (heute ein Stadtteil von Cleveland) erstaunliche 33,64 mph (54,139 km/h). 1897 wurden sechs Fahrzeuge fertiggestellt
Am 24. März 1898 gelangen gleich zwei Automobilverkäufe. Der erste fand am Vormittag statt, als der Mineningenieur Robert Allison aus Pennsylvania für 1000 Dollar eine Motor Carriage mit Einzylindermotor und Fahrradrädern erwarb. Dies galt lange als der erste Verkauf eines Autos in den Staaten, fünf Jahre vor Henry Ford. Im gleichen Jahr baute Winton das erste als Lieferwagen konzipierte Nutzfahrzeug in den USA. Ob und wie weit eine daraus folgende Bestellung der Dr. Pierce Medical Company in Buffalo (New York) über 100 Fahrzeuge tatsächlich ausgeführt wurde, ist unklar.
Unwillentlich hatte Alexander Winton Einfluss auf die Entstehung der Marke Packard: Der Elektroingenieur und Unternehmer James Ward Packard aus Warren (Ohio) hatte bei ihm 1898 eine Motor Carriage gekauft. Das Fahrzeug blieb mehrfach liegen und musste schon bei der Überführung nach Warren mit einem Pferdewagen nach Hause gezogen werden. Packard beschwerte sich bei Winton und machte Verbesserungsvorschläge. „If you're so smart maybe you can build a better machine yourself“, antwortete Winton, der als hitzköpfiger Schotte bekannt war, aufgebracht. Für Packard war dieser Rat wohl der Auslöser, eigene Pläne für ein Automobil zu realisieren, die ihrerseits in einem Unternehmen zur Automobilherstellung mündeten. Dazu warb Packard Wintons Werkleiter William A. Hatcher ab und gewann mit George Lewis Weiss einen bedeutenden Winton-Kapitalgeber. Letzteres erboste Alexander Winton so sehr, dass er Weiss’ Namen aus allen Firmenunterlagen tilgen ließ, auch aus dem Fahrzeugregister. Weiss war 1898 der vierte Käufer eines Winton-Automobils gewesen, Packard der zwölfte.
Hatchers Nachfolge trat Leo Melanowski an. Auf seine Empfehlung bewarb sich Henry Ford um eine Stelle bei Winton, war aber von diesem nicht genommen worden, weil er Ford für ungeeignet hielt.

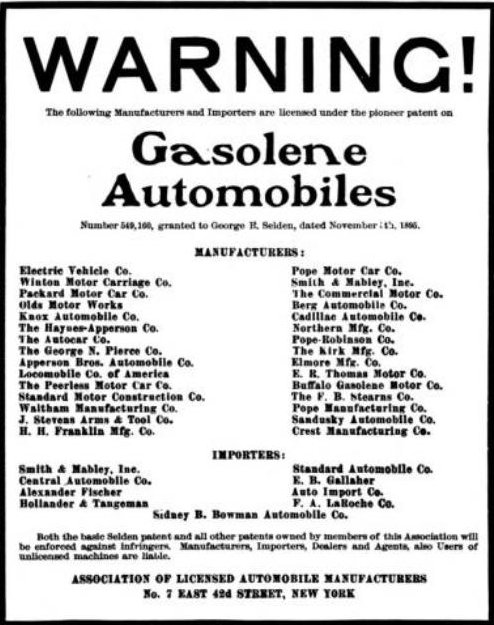
Mit Anzeigen wie dieser im Life Magazine vom Januar 1904 warnte die A.L.A.M. vor rechtlichen Konsequenzen beim Kauf eines nicht lizenzierten Motorfahrzeugs. Winton findet sich unter den Unterzeichnern.

1900 sah sich Winton mit einer Patentklage der Electric Vehicle Company (E.V.C.) konfrontiert, die später von der Association of Licensed Automobile Manufacturers (A.L.A.M.) weitergeführt wurde. Die E.V.C. war die Inhaberin des Selden-Patents, das Anspruch auf die Erfindung des Automobils erhob. Dabei ging es nicht nur um Lizenzgebühren, sondern auch um die Kontrolle des Marktzugangs. Für die Winton Motor Carriage Co. war dieser Prozess von existentieller Bedeutung. Alexander Winton, der seine Fahrzeuge selber entwickelt hatte und sich keiner Patentverletzung schuldig gemacht hatte, war zunächst entschlossen, seine Sache vor Gericht durchzufechten. Der Prozess, der von Anfang an von großem öffentlichen Interesse begleitet war, verlief anfangs günstig für Winton. Erst als er einen prozesstaktischen Fehler beging und versuchte, das Patent mit einem Rechtseinwand direkt anzugehen, sanken seine Chancen. Zudem zog sich der Prozess in die Länge und Winton drohten die Mittel auszugehen. Nach über zwei Jahren war er Anfang 1903 gezwungen, auf einen Vergleich einzugehen. Die A.L.A.M. machte es ihm mit Vorzugskonditionen einfach, denn auch ihr war nicht unbedingt an einem Urteil gelegen, das ihr im negativen Fall die Geschäftsgrundlage entzogen hätte. Der lange und erbittert geführte Prozess hatte überdies einige Mängel in  ihrer Argumentationskette aufgezeigt und man war keineswegs mehr sicher, ein günstiges Urteil erreichen zu können. Unbezahlbar für die Kläger war aber die gewonnene Publicity, denn so konnten sie öffentlich berichten, dass Winton nachgegeben habe.
Der Seitenwechsel von Winton war ein vollständiger. Im März 1903 trat er der A.L.A.M. bei und entrichtete seine Lizenzgebühren. Sein Unternehmen wurde danach zu einer der Säulen der A.L.A.M.
Auch Wintons alter Rivale Henry Ford wurde 1902 verklagt; dieser prozessierte bis 1911 und über zwei Instanzen mit der A.L.A.M. und erreichte schließlich einen bedeutenden Teilerfolg. Das Gericht bestätigte zwar die Gültigkeit des Patents, schränkte sie aber ein auf Fahrzeuge mit Brayton-Motor. Davon wurde in den USA kein einziges hergestellt. Das Patent war somit zwar teilweise gültig aber mangels Lizenznehmer wirtschaftlich wertlos.

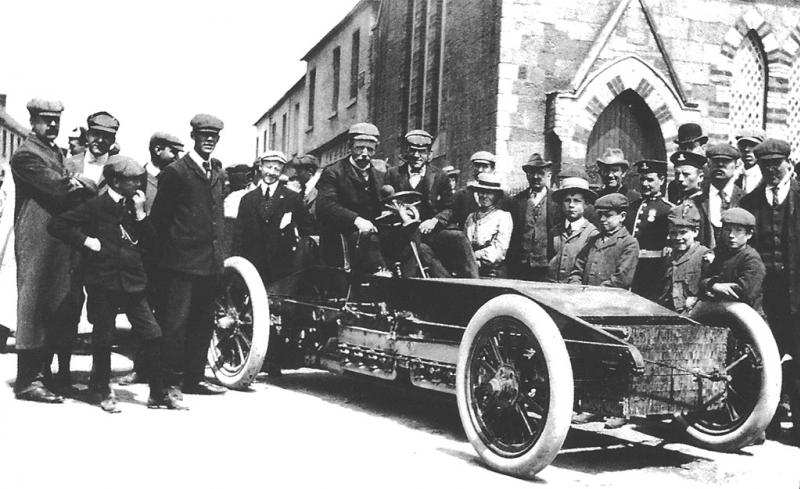
Alexander Winton beim Gordon-Bennett-Cup in Irland (1903)

Wie viele Pioniere des Automobilbaus nahm Winton an Autorennen und Touren durch das Land teil, um Werbung für seine Produkte zu machen. Für eine 800 Meilen lange Fahrt von Cleveland nach New York City in zehn Tagen baute er ein spezielles Fahrzeug. 1901 verlor er in Grosse Pointe ein Rennen gegen Ford. Winton galt als so großer Favorit, dass ihn die Veranstalter schon vor dem Rennen nach seinen Wünschen zur Gestaltung des Pokals gefragt hatten. Sein Winton Bullett leistete 70 PS, und trotzdem gewann Ford völlig überraschend das Rennen.
Insgesamt hielt Winton über 100 Patente sowie zahlreiche Rekorde, so baute er 1913 den ersten amerikanischen Diesel-Motor und führte das Lenkrad ein anstelle des bis dahin üblichen Bügels. Sein populärstes Modell war der Winton Six. 1924 baute Winton sein letztes Auto, da der Konkurrenzdruck zu groß geworden war, und beschäftigte sich nur noch mit der Entwicklung von Motoren. 1930 wurde sein Unternehmen Winton Engine Corporation von General Motors übernommen und produzierte bis 1962 Eisenbahnmotoren.

## Privates
Alexander Winton galt vor dem Ersten Weltkrieg als Millionär, der über ein Vermögen von rund fünf Millionen Dollar verfügte. Nach dem Krieg und der anschließenden Wirtschaftsrezession schmolz sein Vermögen auf rund 750.000 Dollar, die er größtenteils in seine Motorenproduktion investiert hatte. Nach der Heirat mit seiner dritten Frau, Marion Campbell, wurde eine von ihr komponierte Oper unter großen Kosten auf Wintons Anwesen in Lakewood aufgeführt, und als sie sich scheiden ließ, um einen Indianerhäuptling zu heiraten, erhielt sie 200.000 Dollar Abfindung. Deshalb war Winton 1930 wahrscheinlich gezwungen, seine Motorenunternehmen zu verkaufen. Als er starb, verfügte er noch über 50.000 Dollar, so dass seine Kinder das elterliche Anwesen verkauften.
Winton war viermal verheiratet. Seine erste Ehe schloss er mit einer Jugendfreundin aus Schottland in Manhattan; das Paar hatte sechs Kinder. Im August 1903 stürzte Jeannette Winton von einer Klippe in den Eriesee, der sich hinter ihrem Haus in Lakewood befand, und wurde tot aufgefunden. In zweiter Ehe heiratete der Witwer eine Cousine seiner ersten Frau in Glasgow und wurde Vater von zwei weiteren Kindern; seine Frau Labelle starb 1925. Seine vierte Ehe mit der Sängerin Mary Ellen Avery (Dolly) ging er im Alter von 70 Jahren ein, drei Tage, nachdem seine dritte mit der 39 Jahre jüngeren Komponistin und Gründerin der  Women’s National League for Justice to American Indians, Marion Campbell, geschieden worden war.

## Ehrungen
2005 wurde Alexander Winton in die Automotive Hall of Fame aufgenommen und 2006 in die Inventor Hall of Fame.